# Jumella
Jumella (en castellà, Jumilla) és un municipi de Múrcia que pertany a la comarca històrica i valencianoparlant del Carxe. Està adscrit, administrativament, alhora, a comarca de l'Altiplà i limita amb el Vinalopó Mitjà del País Valencià.
La seua història es remunta al segle xiv, quan Muhàmmad V de Gharnata, abans de ser derrocat, va unir-se a Pere el Cruel contra Pere el Cerimoniós en la Guerra dels dos Peres, i va participar el 1358 en la presa de Jumella.
Té com una de les festivitats més importants la festa del vi de Jumella, de caràcter patronal i documentada des del segle xvi en honor a la Mare de Déu d'Agost, fet pel qual se celebra pels volts de la segona o tercera setmana d'agost. Té rang de festa turística d'interés nacional a l'Estat espanyol.
En el seu terme municipal, de més de 26.000 habitants, s'hi troben diversos pobles i llogarets de parla valenciana: l'Alberquilla, el Canalís de Crespo, la Canyada del Trigo, els Càpitos, les Cases del Conill, les Coves de Penya-roja, els Escandells, l'Esperit Sant, la Raixa, la Sarsa, la Torre del Rico, la Tosquilla i Xamaleta.
Un dels seus fills il·lustres més rellevants és l'eclesiàstic Juan Lozano y Lozano (1610-1679). Pel que fa als seus trets identitaris més coneguts, un n'és la coca de gaspatxo coneguda com a gaspatxo jumellà.